# Гелен Гоманс
Гелен Гоманс (англ. Helen Homans; 8 лютого 1877 — 29 березня 1949) — колишня американська тенісистка.
Перемагала на турнірах Великого шолома в одиночному та парному розрядах.

## Фінали турнірів Великого шолома

### Одиночний розряд (1 перемога)
| Результат | Рік  | Турнір                     | Покриття | Суперниця          | Рахунок  |
| --------- | ---- | -------------------------- | -------- | ------------------ | -------- |
| Перемога  | 1906 | Національний чемпіонат США | Трава    | Мод Барджер-Воллек | 6–4, 6–3 |

### Парний розряд (1–2)
| Результат | Рік  | Турнір                     | Покриття | Партнерка            | Суперниці                           | Рахунок   |
| --------- | ---- | -------------------------- | -------- | -------------------- | ----------------------------------- | --------- |
| Перемога  | 1905 | Національний чемпіонат США | Трава    | Каррі Нілі           | Марджорі Обертойффер Вірджинія Мол  | 6–0, 6–1  |
| Поразка   | 1906 | Національний чемпіонат США | Трава    | Луїс Кловер Болдт    | Етель Блісс Платт Енн Бердетт-Коу   | 4–6, 4–6  |
| Поразка   | 1915 | Національний чемпіонат США | Трава    | Оґаста Бредлі Чепмен | Гейзел Гочкіс-Вайтмен Елеонора Сірс | 8–10, 2–6 |